# Ville de Canada Bay
La ville de Canada Bay (en anglais : City of Canada Bay) est une zone d'administration locale de l'agglomération de Sydney, située dans l'État de Nouvelle-Galles du Sud en Australie, créée en 2000, dont le siège est situé à Drummoyne.

## Géographie
La ville s'étend sur 20 km2 au nord-ouest de Sydney. Elle est limitée au sud par le cours de l'Iron Cove Creek, puis par la route A44 et à l'ouest par le Powells Creek. Au nord et à l'est, elle est délimitée par le cours sinueux de la rivière Parramatta et les nombreuses baies qu'elle forme, dont celle du Canada (Canada Bay) qui donne son nom à la ville.

### Quartiers

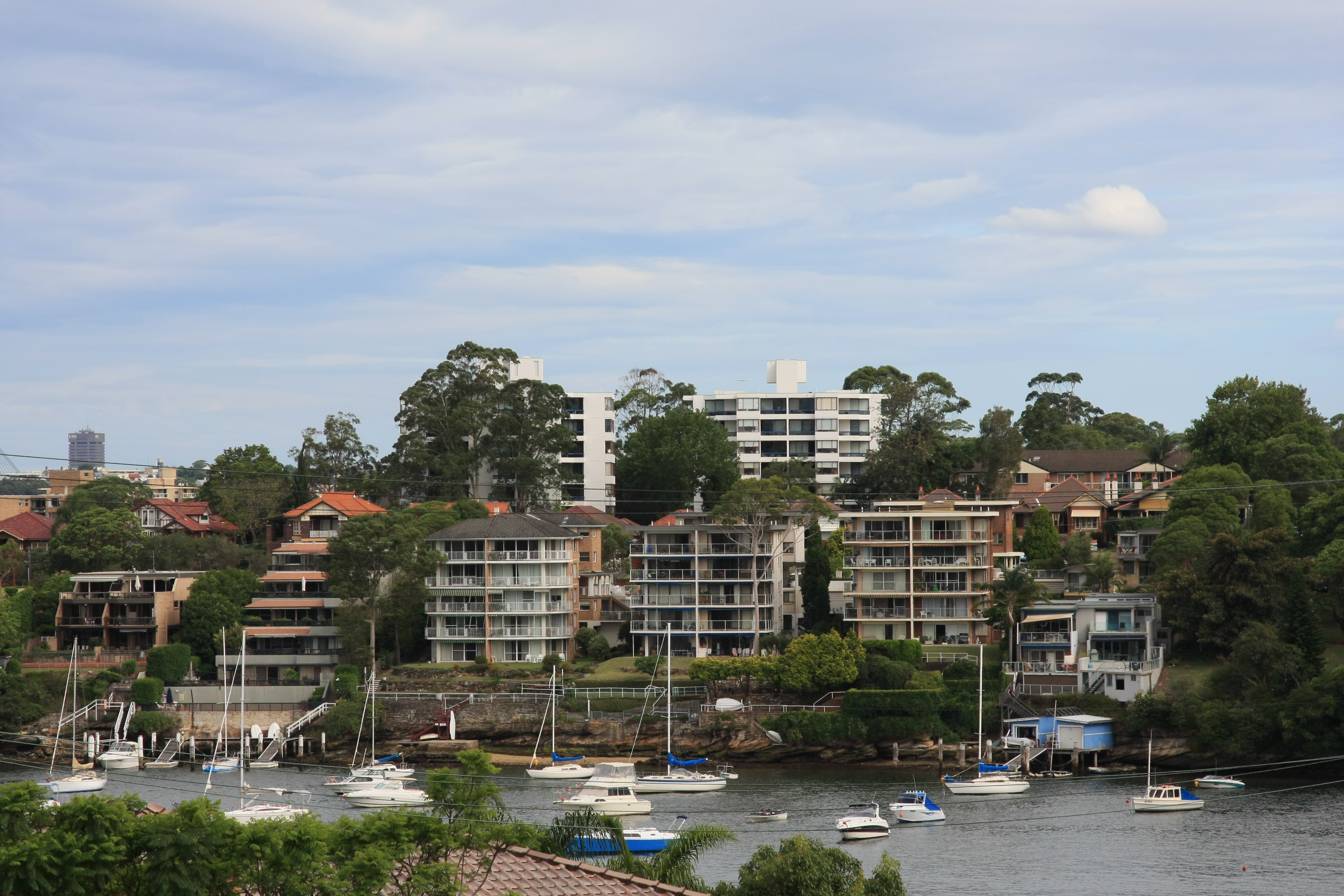
Quartier de Drummoyne.

| - Abbotsford - Breakfast Point - Cabarita - Canada Bay - Chiswick - Concord - Concord West - Drummoyne - Five Dock | - Liberty Grove - Mortlake - North Strathfield - Rhodes - Rodd Point - Russell Lea - Strathfield (partiellement) - Wareemba |

## Histoire
La municipalité de Concord est créée en 1883 et regroupe les localités de Cabarita, Concord, Concord West, Liberty Grove, Mortlake, North Strathfield et Rhodes. Celle de Drummoyne est fondée en 1890.
Le 1er décembre 2000, les deux municipalités sont fusionnées pour former la ville de Canada Bay.
En 2015, le gouvernement de Nouvelle-Galles du Sud propose de fusionner Canada Bay avec les municipalités de Burwood et Strathfield pour former une nouvelle zone d'administration locale. En mai 2016, le conseil de Strathfield rejette le projet et dépose un recours devant une cour de justice qui relève des vices juridiques dans le processus, ce qui entraîne sa suspension.

## Démographie
| 2006   | 2011   | 2016   | 2021   |
| ------ | ------ | ------ | ------ |
| 65 742 | 75 763 | 88 015 | 89 177 |

## Politique et administration
Le conseil municipal comprend neuf membres, dont le maire, élus pour quatre ans. Le maire est élu directement par les habitants depuis 2004. Les élections du 4 décembre 2021 sont marquées par l'émergence du parti local Notre communauté locale (Our Local Community) et la réélection du maire sortant. En décembre 2023, le maire est destitué après sa mise en cause par la Commission indépendante contre la corruption. Lors des élections du 14 septembre 2024, OLC ne présente pas de candidats et le Parti libéral remporte la majorité absolue.

### Composition du conseil
| Élections | Parti travailliste | Parti libéral | Verts | Notre communauté locale (OLC) | Indépendants |
| --------- | ------------------ | ------------- | ----- | ----------------------------- | ------------ |
| 2017      | 4                  | 3             | 1     | -                             | 1            |
| 2021      | 2                  | 3             | 1     | 3                             | -            |
| 2024      | 3                  | 5             | 1     | -                             | -            |

### Liste des maires
| Période           | Période           | Identité           | Étiquette               | Qualité |
| ----------------- | ----------------- | ------------------ | ----------------------- | ------- |
| 12 décembre 2000  | 2001              | Michael Wroblewski | indépendant             |         |
| 2001              | 17 septembre 2002 | Carmel Del Duca    | Libéral                 |         |
| 17 septembre 2002 | 4 juin 2016       | Angelo Tsirekas    | Travailliste            |         |
| 21 juin 2016      | 16 septembre 2017 | Helen McCaffrey    | Libéral                 |         |
| 16 septembre 2017 | 13 décembre 2023  | Angelo Tsirekas    | Travailliste OLC (2021) |         |
| 13 décembre 2023  | 25 janvier 2024   | Joseph Cordaro     | OLC                     | Intérim |
| 25 janvier 2024   | en fonction       | Michael Megna      | Libéral                 |         |